# Anaco (Venezuela)
Anaco es una ciudad venezolana, capital del municipio Anaco en el estado Anzoátegui. Está localizada a 220 m de altitud, en una mesa que se extiende por los Llanos altos orientales. Constituye un punto nodal de la carretera que la une con la capital del estado Anzoátegui, Barcelona, con El Tigre, Ciudad Bolívar, Maturín y Aragua de Barcelona. Se ha beneficiado desde 1942 por la explotación petrolera, a la que apoya con su industria de suministros diversos, servicios y comercio. Es centro de distribución de petróleo y gas natural, siendo cabecera de la Nueva Red Nacional de Gas. En su zona de influencia son importantes las actividades agropecuarias de maíz, sorgo y ganadería bovina. En su lugar de asiento surgieron las misiones de Santa Bárbara (1734) y Santa Ana de Anaco (1735), que conformaron ulteriormente esta ciudad.
Para el año 2015 contaba con una población de 150.704 habitantes, logrando así colocarse como la cuarta ciudad con más habitantes del estado Anzoátegui.

## Historia
El nacimiento de Anaco se produjo de una serie de acontecimientos ocurridos durante un tiempo no mensurable que terminó con la consolidación de un caserío que evolucionó en el tiempo y las circunstancias hasta formarse la actual ciudad de Anaco. La fundación de Anaco data aproximadamente desde el año 1940 por el conocido Técnico petrolero Pedro Requena, pero en la realidad, cuando tomó cuerpo de pueblo fue en el año 1948, fecha en que las compañías petroleras se establecieron definitivamente en esta región, en el comienzo el pueblo estaba constituido por ranchos de construcción de tablas y techos de zinc, hasta transformarlo en un importante caserío en 1945. En 1965 Anaco es elevado a ser distrito de la ciudad.

### Origen etimológico

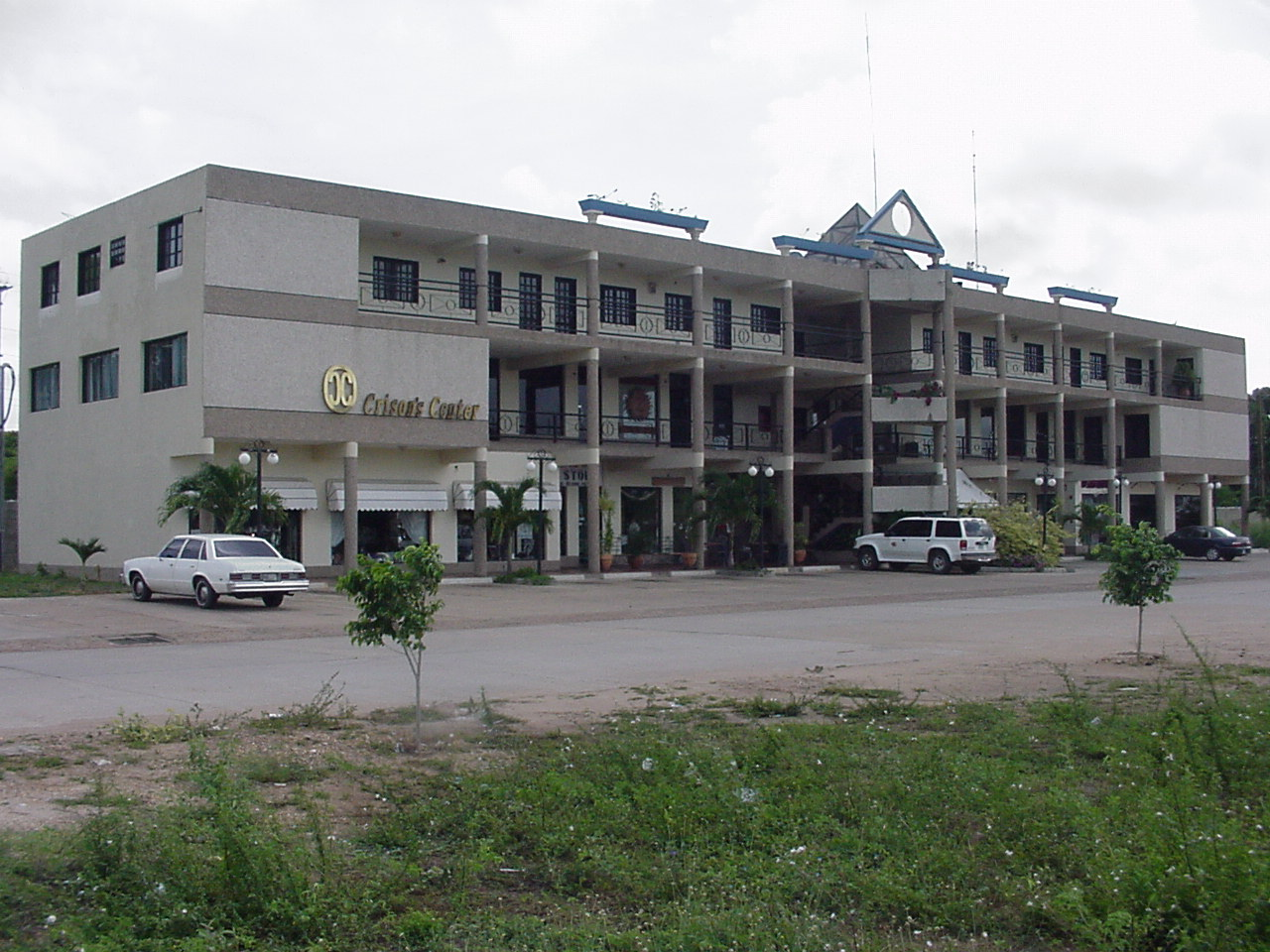
C.C."Crison's Center".

Muchos han sido los orígenes que se le han dado al nombre de Anaco. De todos, no descartamos ninguno ya que lo más probable es que la pronunciación de los mismos haya determinado tal designación. 
Así, hemos llegado a la conclusión de que la palabra Anaco, guarda estrecha relación con el guayuco que usaban los indios varones, al cual llamaban Emapú, Eyemapú o Anaco; al contrario del guayuco de las indias que era denominado simplemente guayuco.
Igualmente, por sus creencias religiosas, los indígenas le daban un poder misterioso al Piache o brujo de la aldea a quien relacionaban con el maligno, y también llamaban por el nombre de Anaco.
Por otra parte, como adoradores de los fenómenos de la naturaleza ellos tenían una particular reverencia por los poderes del rayo, Amoco, al cual le rendían una reverencia idolatría.
Como resultado de las investigaciones realizadas conocimos que existió para la época un cacique muy famoso, quien tenía un hijo predilecto al cual bautizó con el nombre de Anaco y era muy querido entre la comunidad.
Por su parte, el doctor Pérez Guevara, asienta en su libro sobre la Fundación del Pueblo de San José de Anaco, lo siguiente:
«Parcelas es herencia del léxico que nos trajeron los españoles y obedece a la razón económica que venía en los galeones de los encomenderos para cultivar “parcelas”, es decir porciones pequeñas de tierras útiles para explotación en los dominios de la corona. Anaco, es el traspaso a nuestras generaciones del nombre que daban los Cumanagotos sometidos en servidumbre a los árboles de que se servían para dar sombra a las plantaciones de cacao.»
De acuerdo a lo expuesto, podemos constatar, los orígenes indígenas del término Anaco, el cual estuvo muy ligado a la vida cotidiana de nuestros primeros pobladores. Por eso conociendo el grado de fidelidad que tenían aquellos hombres para con lo propio de su raza, lo más natural es, que en señal de identidad, hubieran designado su asentamiento en este territorio en el nombre de Anaco.

## Superficie
Anaco tiene una superficie total de 727,65km², de los cuales 3.977,18hab pertenecen al área urbana y 68.807,82 pertenecen al área rural.

## Importancia económica

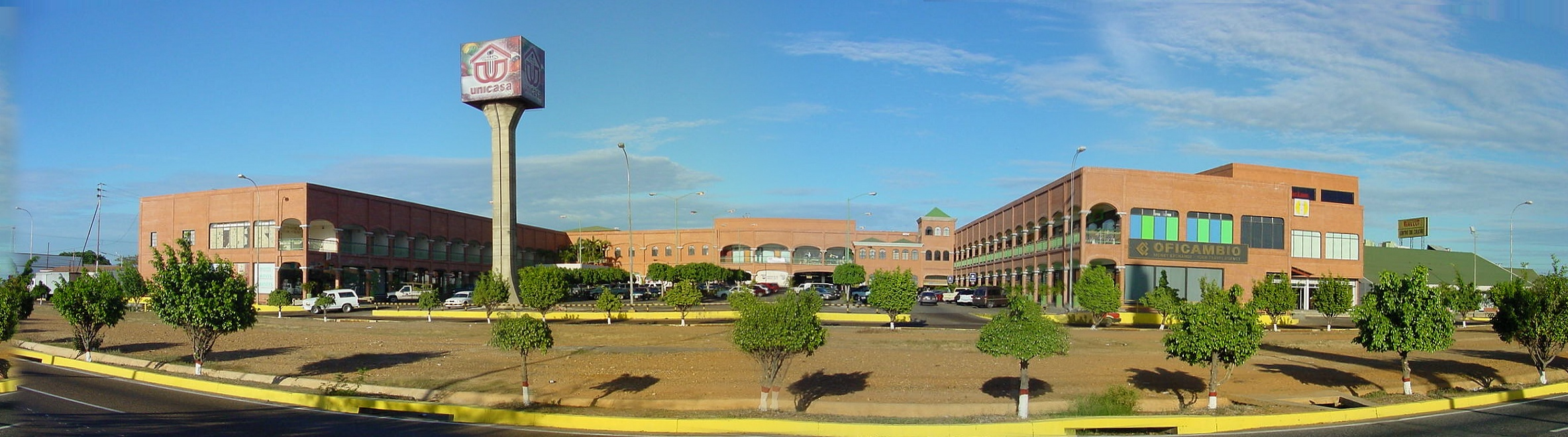
C.C."Anaco Center".

La principal industria de Anaco es la explotación del gas y por consiguiente es la ciudad más productora de este hidrocarburo a nivel nacional, conocida como el corazón gasífero de Venezuela y uno de los más importantes del hemisferio. La principal empresa que explota dicho hidrocarburo es Petróleos de Venezuela.

## Geografía física

### Ubicación
La Ciudad de Anaco es la Capital del Municipio Anaco y está ubicada en la región de los Llanos Orientales parte céntrica del Estado Anzoátegui, su ubicación es excelente, ya que se encuentra enclavada en la vía de acceso entre la región Nororiental y las demás regiones del País Esta ubicación geográfica le permite tener una gran accesibilidad hacia los Puertos de Guanta y Puerto La Cruz, así como hacia Guayana y las regiones del Centro del País.

### Clima
La zona de Anaco y sus alrededores presenta un clima tropical semiárido e isotermo de sabana.

### Hidrografía
Los ríos y quebradas que surten los alrededores de la ciudad vierten sus aguas en la Cuenca hidrográfica del Caribe; son el Güario, situado al sur y el Anaco situado al norte; sus caudales son de escasa importancia y de carácter intermitente. La dirección de drenaje es de este a oeste y las aguas desembocan en el Río Aragua tributario del Güere por cuyo cauce caen el Unare, el cual finalmente desemboca en el Mar Caribe.

## Educación

### Educación universitaria
Universidades Públicas
- Universidad de Oriente Núcleo de Anzoátegui (Extensión Centro Sur Anaco) - Ubicada en la vía Carretera vieja Anaco-Barcelona
- Universidad Nacional Abierta
- Universidad Politécnica Territorial José Antonio Anzoátegui

Universidades Privadas
- Universidad Gran Mariscal de Ayacucho - Ubicada en la Avenida José Antonio Anzoátegui, al lado del C.C Jardín Plaza

Institutos Privados de Educación Superior
- Instituto Universitario de Tecnología de Administración Industrial, Sector La Florida
- Instituto Universitario de Tecnología Antonio José de Sucre - Ubicada en la Avenida Mérida

### Instituciones Públicas y Privadas
- U.E. ANACO PDVSA (Mixta)
- E.B. ANAQUITO NER 144 (Pública)
- E.B. 19 DE ABRIL DE 1810 (Pública)
- U.E. MERCEDES DE PÉREZ FREITES  (Pública)
- E.B. 23 DE ENERO  (Pública)
- U.E. LIBERTADOR SIMÓN BOLÍVAR  (Pública)
- E.B. FRAY NICOLAS DE ODENA  (Pública)
- E.B. PEDRO ROLINGSON HERRERA (Pública)
- E.B. EL LIBERTADOR  (Pública)
- U.E. ARTESANAL URBANA ANACO  (Pública)
- E.B. VIENTO FRESCO (Pública)
- U.E. AGUSTÍN CODAZZI (Pública)
- U.E. RAFAEL GONZÁLEZ PACHECO (Privada)
- U.E. RICARDO JOSÉ GALEA (Privada)
- U.E. SANTA TERESA DE JESÚS (Privada)
- U.E. DR. JOSÉ MANUEL NÚÑEZ PONTE (Privada)
- U.E. ROBERTO CASTILLO CARDIER (Privada)
- U.E. MARÍA RECONCILIADORA DE BETANIA (Privada)
- U.E. JOSÉ FELIX RIBAS  (Privada)
- U.E. LUZ MACHADO (Privada)
- U.E.P VICENTE CAMPO ELÍAS (Privada)
- L.B. DR. CRUZ DEL VALLE RODRÍGUEZ  (Pública)
- L.B. JOSÉ MANUEL MATUTE SALAZAR (Pública)
- U.E. CREACIÓN ANACO (Pública)
- U.E. NARCISO FRAGACHAN (Pública)
- E.B. EL PARAISO (Pública)
- U.E. CONSTANTINO MARADEI DONATO (Privada)
- U.E. MONS. RAFAEL ARIAS BLANCOS (Privada)
- E.B. JULIO BELISARIO APONTES (Pública)
- U.E. ANTONIO LAURO (Privada)
- U.E.P MIGUEL DE CERVANTES (Privada)
- E.B. SAN PABLO (Privada)
- U.E. SAN JOSÉ DE ANACO (Privada)
- E.B. DR. RAÚL LEONI (Pública)
- UE JUAN PABLO SOJO  (Privada)
- EB LUISA CASERES DE ARISMENDI (Pública)
- UE ATENAS DE ORIENTE (Privada)
- UE INMACULADA CONCEPCIÓN (Privada)
- UE COLEGIO FABRICIO OJEDA  (Privada)
- CEI LOS ALGARROBOS (Pública)
- CEI JOSÉ RAMÓN HERNÁNDEZ CAMEJO (Fundación el Niño Simón) (Pública)
- UE CARLOS SOUBLETTE (Privada)
- UE JOSÉ ANTONIO ANZOATEGUI (Privada)
- UE KM 5 (Pública)
- CEI JOSE ANTONIO - JA (Privada)
- CEI EL NIÑO SIMÓN (Privado)
- UE PROFE. ALEJANDRINA MARCANO DE MARCANO (Privada)
- UE DR. AGUSTÍN RAFAEL HERNANDEZ (Privada)
- UE EULALIA RAMOS SÁNCHEZ (Privada)
- UE PRIMERO DE MAYO (Privada)
- U.E. MAESTRE TÉCNICO RICARDO JOSÉ GALEA (Privada)
- U.E. ANTONIA PALACIOS (Privada)
- U.E.I. MARIANO MONTILLA (Privada)
- U.E. FEDERICO GARCÍA LORCA (Privada)
- E.B. TERESITA GONZÁLEZ QUEVEDO (Privada)
- U.E. SAN JOAQUÍN (Pública)
- U.E. ENUURU TAPIJSHA (Pública)
- U.E. DIEGO JIMÉNEZ SALAZAR (Pública)

### Instituciones Parasistemas Públicas y Privadas
- U.E.A. ANTONIO LAURO (Nocturno-Privada)
- U.E.A. CONSTANTINO MARADEI DONATO (Nocturno-Privada) (Cerrado)
- U.E.A. DR. CRUZ DEL VALLE RODRIGUEZ (Nocturno-Pública) (Cerrado)
- INSTITUTO RADIOFÓNICO FE Y ALEGRÍA (Sabatino-Autónomo)
- U.E MAESTRE TECNICO RICARDO JOSE GALEA (Diurno, Nocturno, Sabatino-Privada)
- U.E.JOSE FELIX RIBAS (NOCTURNO-PRIVADA)

## Cultura
Entre los venezolanos, los margariteños han sido, los que más influencia regionalista han inyectado en Anaco; tanto en sus costumbres como en su alimentación y religión. Desde siempre se han preocupado por conservar sus propias costumbres, siendo la única colonia venezolana que ha preservado su cultura nativa, divulgándola y promocionándola a través de su casa Nueva Esparta. De igual manera se le da amplitud a la música llanera, teniendo en el Ateneo de Anaco ubicado en la Avenida Mérida el empuje donde se dictan clases de guitarra, cuatro, violín contrabajo entre otros instrumentos; paralelamente existe una orquesta sinfónica juvenil, la Banda Municipal de Anaco y diversas agrupaciones que forman parte en la actualidad de la diversidad cultural del municipio Anaco.

### Religión
Anaco desde el punto de vista eclesiástico dependió de la Diócesis de Guayana hasta el Papado de su santidad Pío XII, cuando se crea la Diócesis de Barcelona el 7 de junio de 1954. En sus primeros años lo oficios religiosos eran atendidos por los sacerdotes de Cantaura quienes practicaban una rutinaria visita Dominical a este caserío para oficiar una misa en la escuela Socony Nº 1. A partir de 1953 dos templos se encargan de satisfacer el fervor religioso de Anaco, uno católico que fue construido en honor a la virgen del valle por el margariteño Cristino Rosas recogiendo pequeñas contribuciones entre los habitantes de este pueblo, y el otro protestante a cargo de una secta anglicana. De igual manera han predominado la religión evangélica, gnóstica y se destaca la obra de predicación de casa en casa de los Testigos de Jehová.

### Folklore
El predominante en el municipio Anaco es igual al resto de los municipios del estado Anzoátegui así como todos los estados nororientales del país como son: Nueva Esparta, Sucre y Monagas.

### Tradiciónes
En Anaco no existen fiestas patronales propias del pueblo y debido a la gran colonia margariteña aquí residenciada, la celebración del día de la virgen del valle, adquiere gran solemnidad. Desde 1953 gracias a una promesa hecha por Diego Ramón Arteaga a la virgen de hacerle decir una misa cantada, y de organizar una procesión con su imagen cada año en su día. Para cumplir su promesa Diego Ramón Arteaga, hizo construir por el carpintero Felipe González, la réplica de un barco, compró una imagen de la virgen del valle y una pequeña planta eléctrica, todo esto montado sobre una plataforma rodante. Es costumbre – quizás la única que existe en Anaco ver en estas ocasiones a la virgen recorrer las calles de la población, montada sobre su barca iluminada y con don Diego encabezando la sentida manifestación religiosa.

### Gastronomía
Dentro de la gastronomía de Anaco al igual que el resto del estado, contiene sus bases en la comida criolla oriental, además de comidas adoptadas de otras culturas extranjeras por ejemplo de la norteamericana las tortas de almendras y el pavo relleno de Navidad, de los españoles, italianos y portugueses hemos adoptado el consumo masivo de legumbres y hortalizas, y de los árabes el tarkari, el cual se hizo plato típico en Anaco.

## Política y gobierno

### Alcaldes
| Período            | Alcalde             | Partido político / Alianza | % de votos | Notas |
| ------------------ | ------------------- | -------------------------- | ---------- | --- |
| 1989-1992          | Jacinto Romero Luna | COPEI                      |            | Primer Alcalde electo bajo elecciones directas |
| 1992-1994          | Jacinto Romero Luna | COPEI                      |            | Reelecto/ Renuncia en el 1994 para lanzarse a la gobernación del Estado Anzoategui.                                                                                 |
| 1994-1996          | Hugo Mata Chacin    | Acción Democrática         |            | Segundo Alcalde bajo elecciones directas, elecciones adelantadas porque el alcalde del Período renuncia para su candidatura a la gobernación del estado Anzoátegui. |
| 1996-2000          | Hugo Mata Chacin    | Acción Democrática         |            | Reelecto |
| 2000 - 2004        | Jacinto Romero Luna | JRL / COPEI                | 36,74      | Primer alcalde bajo elecciones directas (se realizaron elecciones generales adelantadas en el 2000 debido a la aprobación de la Constitución de 1999)               |
| 2004 - 2008        | Jacinto Romero Luna | JRL / COPEI                | 51,45      | Reelecto |
| 2008 - 2013        | Francisco Solorzano | PSUV                       | 59,91      | Segundo alcalde bajo elecciones directas (se postergan 1 año las elecciones municipales pautadas para finales del 2012)                                             |
| 2013 - 2017        | Marcos Ramos        | PSUV                       | 56,66      | Tercer alcalde bajo elecciones directas |
| 2017 - 2021        | Luis Guevara Marrón | COPEI / MAS                | 48,34      | Sexto alcalde bajo Elecciones Directas |
| 2021 - en adelante | Jesús David Ríos    | PSUV                       |            | Séptimo alcalde bajo elecciones directas |